# Sukhjeet Singh
Sukhjeet Singh (ur. 12 sierpnia 1981 r. w Hardaspur) – indyjski wioślarz.

## Osiągnięcia
- Mistrzostwa Świata – Monachium 2007 – czwórka bez sternika – 23. miejsce[1].
- Mistrzostwa Świata – Poznań 2009 – czwórka bez sternika – 16. miejsce[1].